# Obersiggenthal
Obersiggenthal – gmina w Szwajcarii, w kantonie Argowia, w okręgu Baden. Liczba mieszkańców 31 grudnia 2014 roku wynosiła 8629.

## Współpraca
Miejscowość partnerska:
- Saint-Maurice, Valais